# Cynaeda dichroalis
Cynaeda dichroalis is een vlinder uit de familie van de grasmotten (Crambidae). De wetenschappelijke naam van deze soort is voor het eerst voorgesteld als Noctuelia dichroalis door George Francis Hampson in een publicatie uit 1903.
De soort komt voor in Sri Lanka.